# Jihad Shweihat
Jihad Shweihat (* 25. dubna 1948, Ammán, Jordánsko) je jordánský katolický kněz, který působil v Latinském jeruzalémském patriarchátu jako Vikář latinského patriarchy jeruzalémského pro Jordánsko. 
Na kněze byl vysvěcen v roce 1972 v konkatedrále Latinského patriarchátu jeruzalémského a po svěcení působil krátce jako sekretář patriarchy Beltrittiho. Po působení v pastoraci začal v roce 1989 studovat kanonické právo na Papežské lateránské univerzitě v Římě. Po studiích se stal asistentem církevního soudu v Jordánsku, od roku 2009 tento soud vede. Dne 1. února 2024 jej patriarcha Pizzaballa jmenoval svým vikářem pro Jordánsko a delegátem ad omnia pro stejné území. Nahradil tak pomocného biskupa Džamála Khadera, který byl jmenován sídelním biskupem džibutským. Dne 17. prosince 2024 byl jmenován jeho nástupcem Mons. Iyad Twal, pomocný biskup pro Jordánsko.